# 杨椿 (宋朝)
杨椿（1095年—1167年），字元老，眉山（今四川省眉山）人，宋朝官员。宋高宗年间为参知政事。
宣和六年（1124年），以太学上舍生试礼部为省试第一，考中进士。转任严道尉、改邠州教授，辟为潼川府节度推官。历任随军转运司主管文字、成都府路常平司干办公事。绍兴八年（1138年），被赵鼎举荐，担任秘书省校书郎、屯田员外郎，出任潼川府路转运判官。绍兴十四年（1144年），为潼川府路提点刑狱公事。杨椿因不附秦桧，罢官家居。绍兴三十一年（1161年）始自兵部尚书兼权翰林学士担任参知政事。在任时推荐贤才。所推荐的唐文恭、张震、马骐等后来都知名。乾道三年（1167年）正月去世，八月诏赠左正奉大夫，乾道五年（1169年）八月，谥号文安。